# Анафора (літургія)
Ана́фора (грец. ἀναφορά), євхаристійна молитва — центральна частина християнської літургії, найдавніша за своїм походженням і найважливіша. Під час анафори відбувається перетворення або переісточення (сутнісне перетворення) хліба й вина на Тіло і Кров Христові (див. Євхаристія).
Крім терміна «анафора», для позначення цієї молитви можуть уживатися терміни «подяка», «жертва», «освячення», «приношення», «євхаристійна молитва». Заміна слова «анафора» виразом «євхаристійний канон» (імовірно, запозиченим слов'янськими літургістами з «Євхологіону» Жака Гоара) не цілком коректна, бо західний літургійний термін «канон» позначає незмінну частину західної анафори. Анафорою може називатися іноді й уся літургія вірних — наприклад, у грецьких і слов'янських рукописах трапляється вживання цього терміна стосовно всіх молитов літургії, починаючи з молитви про оголошених.

## Структура анафори
Євхаристійна анафора складається з таких частин:
- вступний заклик священнослужителя до спільної подяки і визнання громадою своєї готовності;
- анамнеза: спогад про спасенні діла Божі в Христі;
- епіклеза: закликання Святого Духа над Євхаристійними Дарами і зібраною громадою, що об'єднується з Христом у Причасті;
- доксологія: прослава спочатку і наприкінці;
- поминання: прохання за Церкву і весь світ, за живих і переставлених;
- амінь як згода («підпис») громади.

Цих елементів може бути кілька і в різній послідовності, але всі вони обов'язково присутні.
Найраніші анафори належать до II—III століття. Поступово з численних анафор давньої Церкви постали три види:
- Александрійсько-римський вид — до нього належать анафори римського й амвросіанського обрядів, а також низка анафор коптського й ефіопського обрядів.
- Західно-сирійський вид — анафора апостола Якова і кілька інших анафор сирійсько-антіохійського і маронітського обрядів; обидві анафори візантійського обряду (Івана Золотоустого і Василія Великого), анафора вірменського обряду; анафори галліканського й мосарабського обрядів; кілька анафор коптського й ефіопського обрядів.
- Східно-сирійський вид — анафори халдейського і малабарського обрядів (Аддая і Марія, Теодора Мопсуестійського, Несторія).